# 唐津競艇場

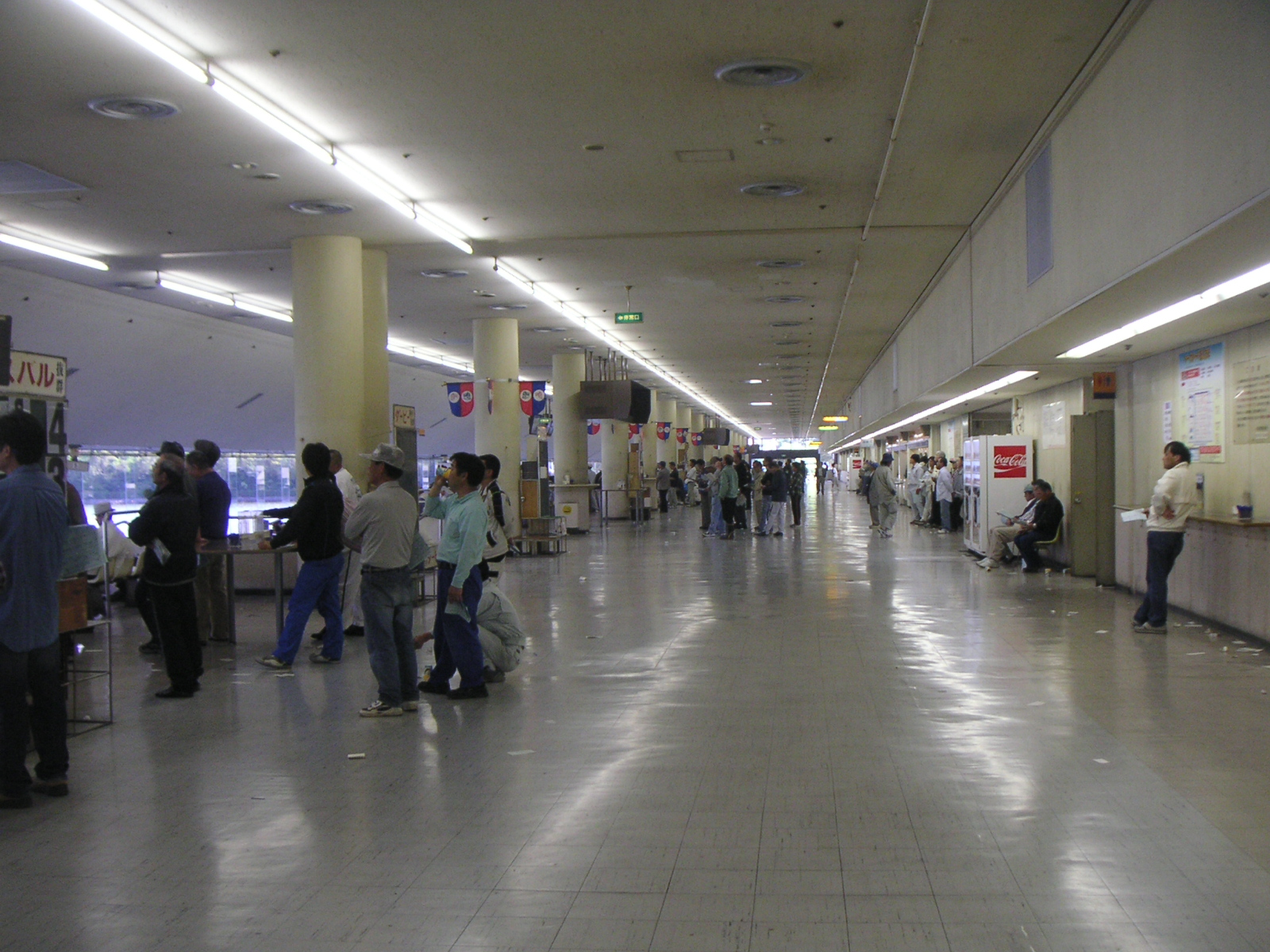
一般観覧席および構内

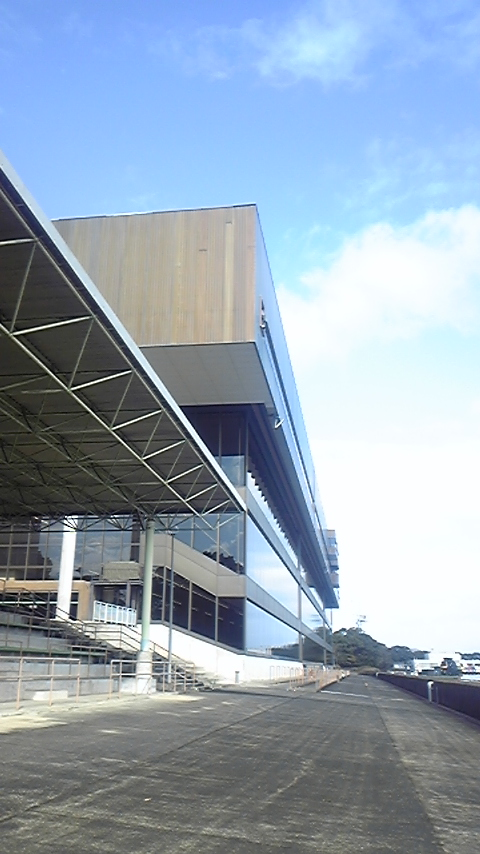
唐津競艇場スタンド

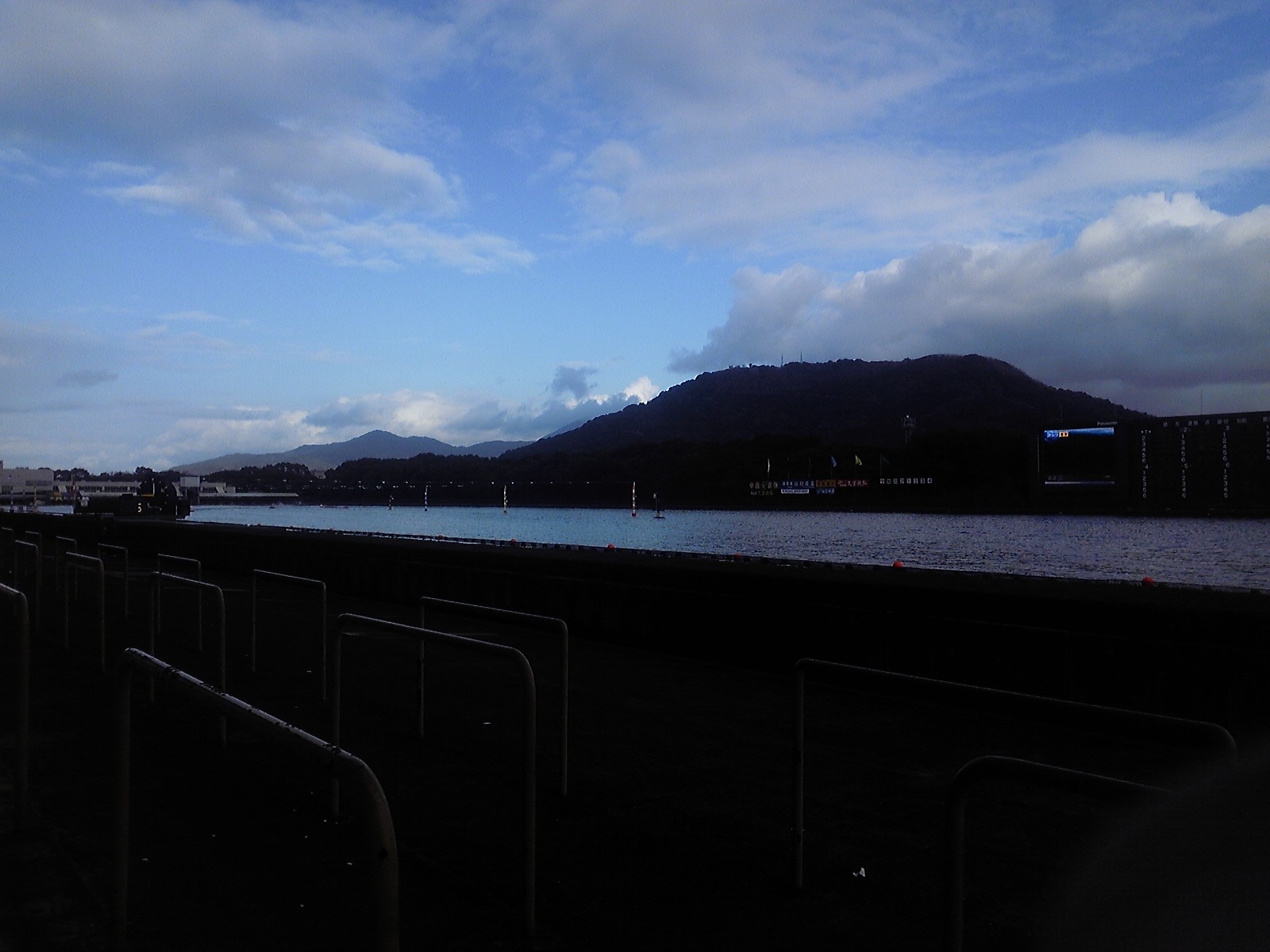
競走水面

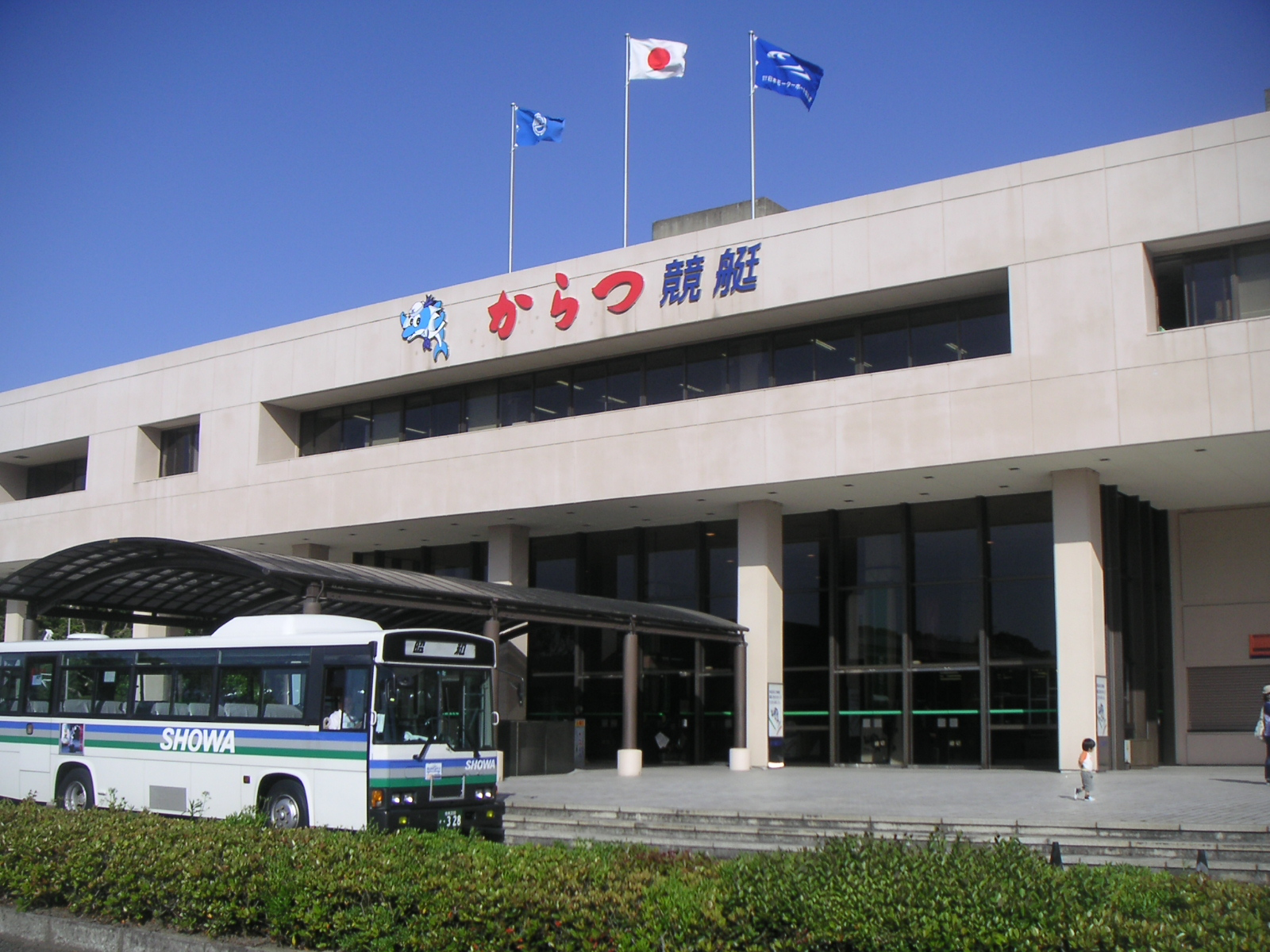
通称変更前の建屋（2009年4月）

唐津競艇場（からつきょうていじょう）は、佐賀県唐津市にある競艇場である。

## 概要
通称はBOAT RACEからつ。2009年度以前はからつ競艇の通称が用いられていた。
1953年（昭和28年）8月7日に初開催が行われ、初年度から既に唐津市の一般会計に繰り出せるほどの売上げを誇った。イメージキャラクターとして松田純や羽田惠理香が務めた。唐津市内のみならず福岡市方面や佐賀市方面からも多くのファンが訪れるため、それに対応できるよう広い駐車場と直行バスが確保・運行されている。建物は「ホテル並みの豪華さ」をもつと評され、数キロ離れた鏡山麓からもその姿を確認することができる。
実況は福岡県内の3競艇場（若松・芦屋・福岡）と同じくRKBミューズ所属の女性アナウンサー数人でローテーションで回している。以前は石川香奈恵（2022年（令和4年）3月まで）、田中美洋（2008年（平成20年）3月まで）が担当していた。1997年（平成9年）から2001年（平成13年）までのSG競走はメディアターナーの内田和男アナウンサーが担当していた。
1982年（昭和57年）4月23日から東松浦競艇組合も施行者として開催していたが、合併協議会の合意に基づき撤退し、2005年（平成17年）3月31日をもって組合を解散した。

## 歴史
開設当初は現在地と異なり同市中心部の栄町埋立地付近にあり、水面は松浦川河口を利用していた。水面の干満差が2mもあったため、大潮の干潮時に選手が転覆して立ち上がると、水面が選手の膝の上までしかないという状況であった。これを改善するため浚渫工事は何度も行われたが、すぐに土砂が堆積してしまった。また唐津駅の市街地に近かったため、違法な路上駐車が蔓延し苦情が絶えなかった。
1969年（昭和44年）2月に行われたレースにおいて、大本命である瀬戸康孝が浮遊物を巻き込んだためにスタートが遅れたが、そのスタートは正常と判断され瀬戸は6着でレースを終えた。このスタート判定に激怒した客により大規模な騒擾事件が発生した。上記の問題点とこの騒擾事件が契機となり、1975年（昭和50年）1月に現在地へと移転された。
1985年（昭和60年）4月9日、新しく創設された第1回モーターボート大賞競走が開催された。
2001年（平成13年）に開催された第11回グランドチャンピオン決定戦では、女子レーサーの寺田千恵選手が史上初女子レーサーによるSG優勝戦進出を果たした。
2019年（令和元年）8月に現行スタンドを閉鎖し大規模改修を実施。改修期間中は仮設スタンドで営業を行った。
2021年（令和3年）11月27日に新スタンドと1Fコミュニティエリアとモーヴィからつがオープン。レース場としての機能は2階に集約し、1階は一般利用が可能なホールや音楽スタジオ・ボルダリング場などの遊び場の他フードコートやブックカフェが設置される。

## コース概要

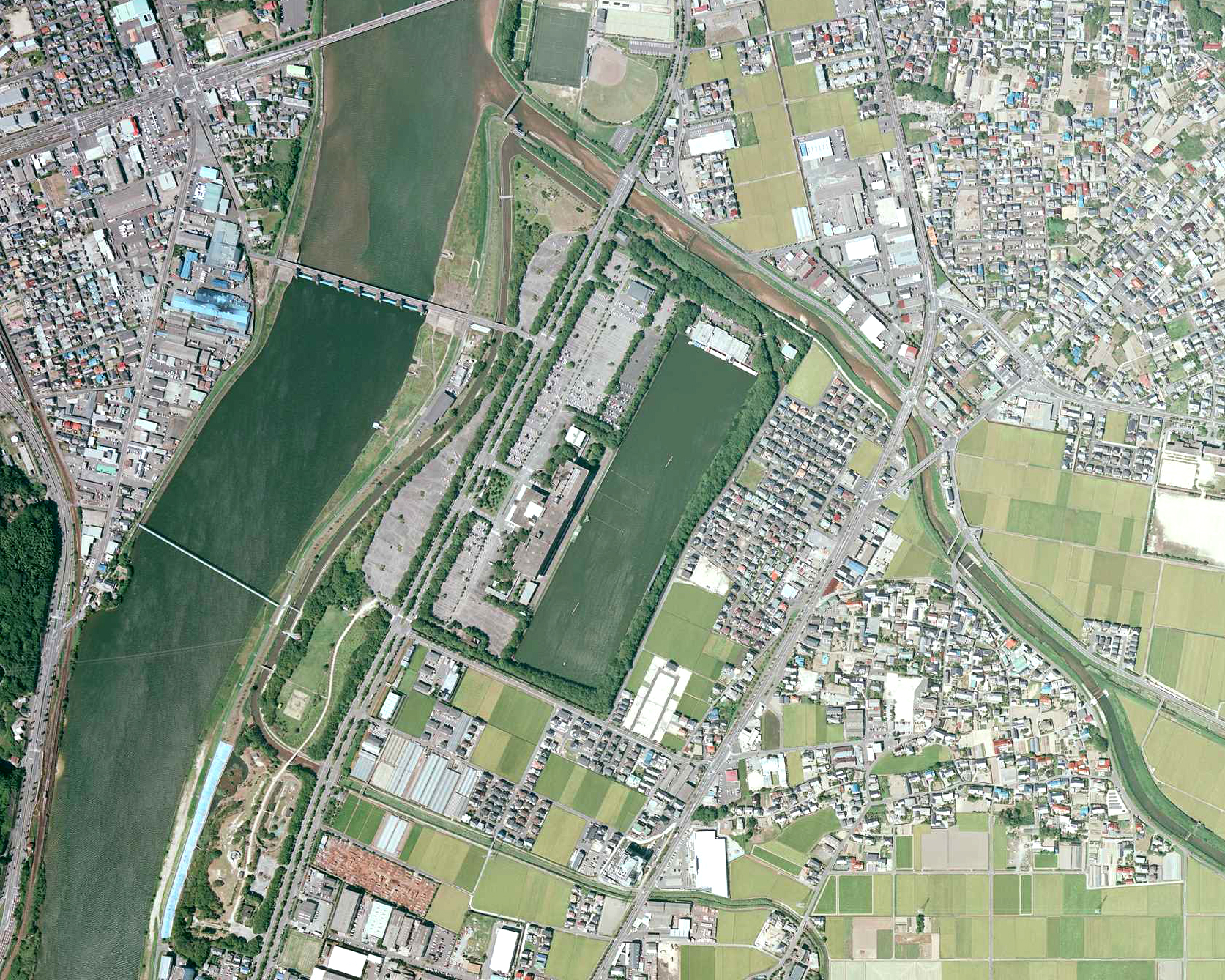
唐津競艇場周辺の空中写真。2013年9月17日撮影。。

競走水面はプールで、水質は淡水または汽水。年2回水の入れ替えを行って水質を維持している。
競走水面の大きさが特徴のひとつで、周辺は木や草で囲まれている。静水面で、ピットから2マークまでの距離が178mと長く、ピットアウトからのコース取りに大きく影響される。
年間通じて、6割から7割が追い風であり、イン優勢の流れは他の競艇場同様変わらないが、向かい風になるとインの勝率が下がってセンターからアウトの差しや捲りが多くなり、コース不問の多彩な決まり手が発生しやすい競艇場と言える。
モーターは標準型を使用していたが、2010年（平成22年）7月16日の開催から減音型（301型）に変わった。なお、唐津競艇場のみ電波障害対策型エンジンを採用している。

## その他
- トータリゼータシステムは富士通フロンテックである。（24場ある競艇場では唐津と、江戸川、大村だけが採用している。）当該業者は、予想情報等収集配信業務において直前予想も実施している。
- 予想専門紙は「かもめ」と「大唐津」の2種類があり、予想紙の他に予想メモも購入でき、1階中央エントランスのエスカレータ付近で販売している。[† 1]
- 近隣は、河畔公園として整備されており、天気のよい週末には家族連れが散歩する姿も見られる。
- 唐津競艇場内施設1階案内所にコンシェルジュが滞在している。分からないことがあった場合はコンシェルジュが対応してくれる。
- 1階中央エントランス南側に交通サービス払戻所があり、列車片道分が現金、または有料道路片道分が有料道路回数券としてキャッシュバックする。引換え時間は11時25分～13時25分（GII以上のレースは13時～15時20分）までとなっている。[† 2]
- マスコットキャラクターはイルカの「か・らっキー」。
- 第1レーススタート展示が始まる前に行進曲「雷神」（スーザ作曲）が流れる。
- ニコニコ生放送でのレース実況放送も行われている。ここでは本場のスタジオから渡辺裕介（通称・西のデス神[† 3]）と、唐津で実況もしていた山口紗和が直前予想コーナー「ズバッと！！なべチャンネル」を公式サイトとYouTube LIVEと合わせて放送している。渡辺がJLCの番組に出演する際は、主に吉本興業福岡支社所属のいっちゃく先生が代役を務める。山口紗和が2020年3月をもってコーナーを卒業し、4月からは牧原真由がコーナー担当になった。なお、ニコニコ生放送での配信を無料で行っている競艇場は平和島と唐津の2ヶ所のみである。

## 企画レース
2010年から企画レースを実施している。
- 2010年（平成22年）2月19日の開催から第1レース朝イチ特賞（主力A1レーサーは1号艇）、第7レースは進入固定競走を実施。
- 2011年（平成23年）1月7日の開催から「軸アツ番組」[† 4]が実施。
- 2011年（平成23年）4月1日の開催から芦屋競艇場、徳山競艇場に続く3番目のモーニングレース「朝ドキ！からつ」がスタート[† 5]。
- 2021年（令和3年）11月現在は、第1レースが1号艇のみA級の「朝1戦」、第2レースが1・2号艇に主力選手が出場する「モー2ング戦」、第3レースが1・3号艇に主力選手が出場する「3ライズ戦」、第4レースがA級・B級各3人の「おは4戦」が実施されている[7]。

ただし、これらの企画は一般競走のみの実施であり、SG、GI、GIIは除く。

## 主要開催競走
- 周年記念（GI）として、全日本王者決定戦が行われている。
- 企業杯（GIII）として、酒の聚楽太閤杯が行なわれている。
- 2015年はルーキーシリーズ第2戦競走を実施。
- 2015年は（GIII）オールレディース競走を実施予定。また、2022年2月に開催したオールレディースは佐賀を舞台としたゾンビランドサガとコラボしたゾンビランドサガワラスボターンCUPを開催している。
- 正月には佐賀県選手権、ゴールデンウィークにはゴールデンウィーク特選、お盆には唐津市長杯お盆特選が行なわれている。

以前は佐賀・福岡支部対抗戦競走が行われたことがあったが、現在は行われていない。

## SG開催実績
| 年度 | 競走名                               | 優勝者     | 登番 | 出身 |
| ---- | ------------------------------------ | ---------- | ---- | ---- |
| 1978 | 第24回モーターボート記念競走         | 村上一行   | 2073 | 岡山 |
| 1980 | 第27回全日本選手権競走               | 吉田重義   | 2288 | 大阪 |
| 1997 | 第44回全日本選手権競走               | 山崎智也   | 3622 | 群馬 |
| 1999 | 第09回グランドチャンピオン決定戦競走 | 大嶋一也   | 3010 | 愛知 |
| 2001 | 第11回グランドチャンピオン決定戦競走 | 植木通彦   | 3285 | 福岡 |
| 2003 | 第49回モーターボート記念競走         | 田中信一郎 | 3556 | 大阪 |
| 2010 | 第13回チャレンジカップ競走           | 今垣光太郎 | 3388 | 石川 |
| 2022 | 第32回グランドチャンピオン決定戦競走 | 池田浩二   | 3941 | 愛知 |

## SG開催予定
- 第62回ボートレースクラシック - 2027年（令和9年）3月23日 - 3月28日

## 佐賀支部
大所帯の福岡支部や長崎支部の間に位置するため、所属レーサーが少ないが、日本モーターボート選手会前会長上瀧和則や深川真二、峰竜太などの強豪選手を輩出している。
主なSG・G1優勝タイトル
- 渡邊伸太郎 - G1芦屋開設43周年記念全日本王座決定戦競走（1995年）
- 上瀧和則 - SG福岡第43回全日本選手権競走（1996年）、SG宮島第8回グランドチャンピオン決定戦競走（1998年）、SG尼崎第31回笹川賞競走（2004年）、SG芦屋第8回競艇王チャレンジカップ競走（2005年）、他G1タイトル17勝
- 深川真二 - G1唐津モーターボート大賞（2009年）、G1唐津開設56周年全日本王者決定戦（2010年）、G1芦屋開設60周年全日本王座決定戦競走（2012年）
- 森永淳 - G1下関モーターボート大賞（2008年）
- 峰竜太 - SG丸亀第22回オーシャンカップ（2017年）、他G1タイトル5勝
- 宮地元輝 - SG大村第37回ボートレースグランプリシリーズ、G1福岡開設69周年 福岡チャンピオンカップ2022（2022年）

その他の選手
- 中尾誠
- 古賀繁輝 - 唐津競艇場での「GIII2009新鋭リーグ第11戦九州スポーツ杯」で完全優勝。
- 山田康二

引退した選手
- 瀬戸康孝－SGモーターボート記念競走（第17回桐生大会と第19回下関大会の2勝。）優勝、G1芦屋開設22周年記念（1974年）優勝など
- 脇山久夫－G1尼崎開設36周年記念（1988年）優勝、SG第26回モーターボート記念競走 優出5着（常滑）、SG第9回鳳凰賞競走 優出3着（常滑）など
- 三井所尊春 - G1多摩川63周年 ウェイキーカップ（2017年）

## コースタイムレコード
2010年（平成22年）11月26日に開催された第2レースで篠崎元志選手が1分43秒8のレコードタイムを出した。これは1996年（平成8年）11月22日に開催された第11レース高橋勲選手が出した1分44秒3を14年ぶりに更新した。

## 場外発売場
- ボートピア三日月 - 小城市三日月町
- 前売場外ミニット - 唐津駅前アルピノ1F
- 前売場外オラレ呼子 - 唐津市呼子町
- ボートピアみやき - 三養基郡みやき町
- 外向発売所ドリームピット - 唐津競艇場内北側駐車場一角

## アクセス

### 自動車
- 西九州自動車道唐津インターチェンジより3分
- 長崎自動車道多久インターチェンジより厳木多久道路経由で30分

### 鉄道
- 筑肥線（JR九州）東唐津駅より車で5分
- 昭和バス「生駒」バス停より徒歩15分
- 唐津市内およびJR九州筑肥線東唐津駅から唐津競艇場まで無料バスを運行している[8]。運行時間は東唐津駅発は8時20分〜11時30分（一般戦）/10時〜13時30分（GI・GII）。
  - 福岡市地下鉄、筑肥線・唐津線分についての片道運賃分のキャッシュバックサービスを行っていたが、2019年に終了した。